# No Singles
No Singles è un album di raccolta del gruppo rock canadese Japandroids, pubblicato nel 2010. Il disco consiste di tracce incluse nei primi due EP della band, ossia Lullaby Death Jams e All Lies.

## Tracce
1. Darkness on the Edge of Gastown – 4:14
2. No Allegiance to the Queen – 4:36
3. Sexual Aerosol – 3:59
4. Lovers/Strangers – 1:46
5. Lucifer's Symphony – 6:53
6. Couture Suicide – 4:41
7. Avant Sleepwalk – 2:37
8. Coma Complacency – 3:05
9. To Hell With Good Intentions (Mclusky cover) – 3:27
10. Press Corps – 5:15

## Formazione
- Brian King – chitarra, voce
- David Prowse – batteria, cori